# Damnation du Docteur Faust
Damnation du Docteur Faust er en fransk stumfilm fra 1904 af Georges Méliès.